# Croce di Lucca (Nápoly)
A Croce di Lucca egy templom Nápolyban a Spaccanapoli mentén. A XVI. században építették a karmelita rend számára. A XVII. században kibővítették Francesco Antonio Picchiatti tervei alapján. A templomhoz tartozó kolostort a XX. század elején lebontották, helyet csinálva az épülő I. számú rendelőintézet számára. A templom ma nem látogatható.